# Риверсајд (округ Нортхамберланд, Пенсилванија)
Риверсајд (енгл. Riverside, Northumberland County) град је у америчкој савезној држави Пенсилванија.

## Демографија
По попису из 2010. године број становника је 1.932, што је 71 (3,8%) становника више него 2000. године.
| Група             | 2000.         | 2010.         |
| Белци             | 1.838 (98,8%) | 1.871 (96,8%) |
| Афроамериканци    | 1 (0,1%)      | 9 (0,5%)      |
| Азијати           | 4 (0,2%)      | 22 (1,1%)     |
| Хиспаноамериканци | 12 (0,6%)     | 20 (1,0%)     |
| Укупно            | 1.861         | 1.932         |